# Nanton (Alberta)
Nanton (offiziell Town of Nanton) ist eine Gemeinde im Süden von Alberta, Kanada, welche seit 1907 den Status einer Kleinstadt (englisch Town) hat. Sie liegt etwa 90 Kilometer südlich von Calgary in der Region Süd-Alberta, am Übergang der kanadischen Rocky Mountains zu den Ebenen des Palliser-Dreiecks. In der Kleinstadt befindet sich der Verwaltungssitz des benachbarten Verwaltungsbezirkes („Municipal District“) Ranchland No. 66.
Die heutige Gemeinde entstand Ende des 19. Jahrhunderts, als sich hier Siedler niederließen und diese Siedlung dann im Jahr 1903 den offiziellen Status eines Dorfes (englisch Village) erhielt. Der Name der Gemeinde geht zurück auf Augustus Nanton, einen kanadischen Geschäftsmann, der unter anderem im Vorstand bzw. Direktor zahlreicher Gesellschaften wie der Canadian Pacific Railway, der Dominion Bank oder der Hudson’s Bay Company war. Bereits im Jahr 1907 erhielt Nanton dann den Status einer Kleinstadt.
In Nanton befindet sich das „Bomber Command of Canada Museum“ sowie das „Canadian Grain Elevator Discovery Centre“.

## Demographie
Der Zensus im Jahr 2016 ergab für die Gemeinde eine Bevölkerungszahl von 2130 Einwohnern, nachdem der Zensus im Jahr 2011 für die Gemeinde eine Bevölkerungszahl von 2132 Einwohnern ergab. Die Bevölkerung hat dabei im Vergleich zum letzten Zensus im Jahr 2011 entgegen der Entwicklung in der Provinz nahezu stagniert und leicht um 0,1 % abgenommen, bei einer Bevölkerungszunahme von 11,6 % im Provinzdurchschnitt. Im Zensuszeitraum 2006 bis 2011 hatte die Einwohnerzahl in der Gemeinde noch leicht um 3,7 % zugenommen, während sie im Provinzdurchschnitt um 10,8 % zunahm.

## Verkehr
Nanton ist für den Straßenverkehr über den in Nord-Süd-Richtung verlaufenden Alberta Highway 2 sowie den in Ost-West-Richtung querenden regionalen Alberta Highway 533 erschlossen.

## Persönlichkeiten
- Gordon Hallett (1905–1993), Pianist und Musikpädagoge
- Orest Kindrachuk (* 1950), Eishockeyspieler